# Silkie
Silkie (1969) (titlu original The Silkie) este un roman science fiction realizat de A. E. van Vogt prin alăturarea unor povestiri revizuite, publicate inițial în revista Galaxy Science Fiction.
Romanul include:
- "Prologue to the Silkie"
- "The Silkie" (1964) - nuveletă, capitolele I-VIII
- "Silkies in Space" (1966) - nuvelă, capitolele IX-XXII
- "Enemy of the Silkies" (1967) - nuvelă, capitolele XXIII-XXXIII

## Cadrul romanului
Inspirându-se din legenda celtică despre Selkie, romanul descrie o rasă de ființe aparent umane, care posedă abilitatea de a lua diferite forme. Una dintre ele, întocmai ca a acelui Selkie legendar, poate trăi sub apă. Alta poate supraviețui și călători neprotejată prin spațiu. În aceste două forme și în cea de-a treia, cea umană, Silkie-ii pot accesa mental diverse niveluri de energie.
După un prolog care explică originea Silkie-lor ca rezultat al unui experiment de manipulare genetică, acțiunea se mută la câteva sute de ani în viitor, pe un Pământ pe care trăiesc numeroși Silkie. Omenirea i-a asimilat cu ajutorul Forțelor Speciale, care pot stabili legături telepatice cu ei. Toți Silkie sunt masculi, majoritatea dintre ei fiind căsătoriți cu femei din Forțele Speciale. Ei sunt angajați ca polițiști spațiali, poziție care îi mulțumește. Un Silkie pe nume Nat Cemp întâlnește trei rase extraterestre diferite, câștigând tot mai multă putere cu fiecare întâlnire și aflând tot mai multe despre adevărata natură a Silkie-lor și a universului.
La fel cu alte opere ale lui van Vogt, romanul introduce un element psihologic similar semanticii generale. Aici, Silkie-ii folosesc așa numitele "niveluri ale logicii". În locul dihotomiei simbol/realitate din semantica generală, nivelurile logicii înlocuiesc conceptele de comportament și instinct cu structuri neurologice complexe și bucle de răspuns, nivelurile simple fiind construite pe baza unora mai complexe. Manipulând aceste complexe cu ajutorul puterilor de care dispun, Silkie-ii își pot învinge adversarii, care se trezesc prinși într-un feedbeck în continuă creștere al propriilor instincte și dorințe.

## Intriga
Romanul are un prolog și trei secțiuni care constau în povestiri publicate anterior ca părți ale unei serii.

### Prologul
O femeie care trăiește împreună cu tatăl ei pe un vas în Haiti, află despre un doctor care pare a deține secretul tinereții veșnice. Suspectând o escrocherie, dar dornică de a se apropia de orice sursă de bani, ea se alătură unor bătrâni care pornesc spre Echo Island, unde trăiește presupusul geniu, Dr. Sawyer. În locul acestuia, ea se întâlnește cu un tânăr care iese din apă, transformându-se dintr-o formă similară unui pește într-un om. El se prezintă ca produsul operei lui Sawyer, spunându-i că el și Sawyer au nevoie de femei care să îi poarte copiii. Prologul se încheie cu el declarând: "Sunt un Silkie. Primul Silkie."

### Capitolele I-VIII / "The Silkie"
Nat Cemp, un Silkie care călătorește prin spațiu, este contactat de o navă de Varianți. Aceștia sunt rezultatul experimentelor desfășurate ulterior asupra genomului Silkie-lor, fiecare dintre ei având până la un anumit grad abilitățile unui Silkie. Nava care îl contactează pe Cemp are un echipaj format în majoritate din Varianți acvatici, ceea ce îl determină pe Cemp să părăsească forma sa chitinoasă, dură, folosită în călătoriile spațiale, pentru cea acvatică.
Pe navă se află un băiat puternic de 10 ani, care pretinde că este fiul lui Cemp. Deoarece, la fiecare 9,5 ani Silkie-ii sunt nevoiți să revină în apă pentru a respira, nefiindu-le permis să își cunoască ulterior copiii, ceea ce spune băiatul pare plauzibil. Băiatul afirmă că vrea să revină pe Pământ pentru a învăța să își folosească puterile neobișnuite, lucru cu care Cemp este de acord.
Revenit pe Pământ, Cemp află că băiatul nu este ceea ce pretinde, ci e un extraterestru care și-a schimbat forma, un Kibmadin. La fel ca Silkie-ii, acesta controlează energia și îl atacă pe Cemp, după ce a luat înfățișarea soției lui. Cemp scapă și, cu ajutorul computerului central de la Autoritatea Silkie, analizează impresiile pe care Kibmadinul le-a impregnat simțurilor sale. Astfel, el descoperă că extraterestrul aparține unei rase care intră într-o relație de canibalism erotic cu victimele sale, luându-le forma și consumându-le.
Înarmat cu aceste cunoștințe, Cemp îl întâlnește din nou și folosește nivelurile logicii pentru a-l trimite în amintirea amplificată a victimelor sale. Luând forma rasei anterioare, extraterestrul se auto-devorează.

### Capitolele IX-XXII / "Silkies in Space"
Silkie-ii de pe Pământ se confruntă cu ceea ce par a fi dublurile lor, care îi cheamă să vină în spațiu, alături de ele. Cemp le urmărește și ajunge pe un asteroid care se apropie de Soare, în care descoperă o putere misterioasă care îi controlează pe noii Silkie și le dă abilități cărora Silkie-ii pământeni nu le pot face față.
Pe asteroid se află o populație completă de Silkie, atât masculi cât și femele, care - spre deosebire de cei de pe Pământ - pot lua orice formă. Se pară că povestea Dr. Sawyer a fost o minciună, menită să le permită Silkie-lor să trăiască pe Pământ după ce asteroidul s-a apropiat de Soare prima dată.
Puterea misterioasă care îi controlează pe Silkie-ii de pe asteroid îi aparține lui Glis, o entitate care vine din timpuri imemoriale în care legile naturii erau diferite. Cemp reușește să supraviețuiască în confruntarea cu Glis folosind tehnici învățate de la  Kibmadin. Entitatea comprimă Pământul și îl răpește de pe orbita sa, pornind prin spațiu. Cemp descoperă cheia nivelurilor logicii către adevărata natură a lui Glis, forțându-l să treacă în următoarea etapă de dezvoltare. Glis devine o uriașă stea roz, eliberând în jurul său miile de planete pe care le colecționase. Viața a dispărut de pe multe dintre planetele capturate cu mult timp în urmă, dar Pământul nu a suferit aceeași tragedie. Acum, omenirea și Silkie-ii spațiali trebuie să învețe să co-existe ca parte a unui nou sistem solar uriaș.

### Capitolele XXIII-XXXIII / "Enemy of the Silkies"
Explorând noile planete, unul dintre Silkie-ii spațiali este ucis de o forță necunoscută. Cemp investighează această moarte, ajungând să se confrunte cu un puternic extratrestru aparținând rasei Nijian, care poate manipula timpul și spațiul. Folosind una dintre tehnicile învățate de la Glis, Cemp supraviețuiește întâlnirii, dar Nijianii capturează Silkie-ii și persoane din Forțele Speciale. Acest lucru constituie un motiv de îngrijorare, deoarece înseamnă că Nijianii pot descoperi nivelurile logicii, una dintre puținele arme care puteau fi folosite împotriva lor.
Cemp află că fiecare Nijian trăiește singur pe o planetă, conducând-o asemeni unui zeu. La fel ca Glis, Nijianii par a proveni din timpuri imemoriale, când timpul și spațiul erau plastice și puteau fi modelate cu puterea voinței. Forțându-și capacitatea de a-și schimba forma, Cemp ia aspectul unui Nijian și, folosind nivelurile logicii, pornește o serie de reacții care trece de la un Nijian la altul. Auto-distrugerea provocată de acest lucru duce la colapsarea realității, până când singurul lucru existent rămâne conștiința lui Cemp. Acesta își dă seama că, sub forma Nijană, își poate imagina orice fel de univers, dându-i viață. El alege să creeze un univers în care nu există Nijianii, Glis sau Kibmadinii și readuce Pământul pe orbita sa din jurul Soarelui.

## Stil
Prologul este surprinzător de prozaic, descriind viața din Haiti. Capitolele care urmează prezintă episoadele șocante și neașteptate ale dezlănțuirii unor puteri și minuni specifice lui van Vogt. Puținele personaje secundare, cum ar fi soția lui Cemp, Joanne, și prietenul său de la Autoritatea Silkie, Charlie Baxter, apar doar când e nevoie să ducă acțiunea mai departe, fiind imediat date la o parte după aceea. Iubirea pasională pe care Cemp i-o poartă soției sale, Joanne, apare în descrieri scurte, dar nu are niciun fel de altă influență asupra personajului.

## Vezi și
- Lista volumelor publicate în Colecția Super Fiction (Editura Vremea)
- 1969 în științifico-fantastic